# Alejandro Agag
Alejandro Tarik Agag Longo (Madrid, 18 de setembre de 1970) és un empresari i expolític espanyol. El seu pare és Joseph Agag, un banquer d'origen algerià consultor d'inversions al Magrib, i la seva mare, Soledad Longo, una secretària bilingüe.

## Biografia
Es va llicenciar en Ciències Econòmiques i Empresarials pel Col·legi Universitari d'Estudis Financers (CUNEF). Durant la seva època d'estudiant va militar en les Noves Generacions del Partit Popular, formació política en la qual va continuar desenvolupant la seva carrera. Des de 1996 va col·laborar estretament amb el llavors President del Govern d'Espanya, José María Aznar, que el va designar com un dels seus tres ajudants. Quan amb prou feines tenia 30 anys va ser elegit Eurodiputat i va traslladar la seva residència a Brussel·les, i posteriorment va ser nomenat Secretari General del Partit Popular Europeu.
A finals del 2001, Agag va fer pública la seva decisió d'abandonar la política per dedicar-se a l'activitat empresarial. Des de llavors ha ocupat llocs en entitats com la portuguesa Sociedade Lusa de Negócios. També se l'ha relacionat amb el món de la Fórmula 1, i és coneguda la seva amistat amb Flavio Briatore i Bernie Ecclestone. Juntament amb ells va comprar, a finals de 2007, el club de futbol anglès Queens Park Rangers.
El 5 de setembre de 2002, Alejandro Agag va contreure matrimoni amb Ana Aznar Botella, filla de José María Aznar. El seu casament, celebrat al monestir d'El Escorial (Madrid), va ser un esdeveniment social destacat, al qual van acudir més de 1.000 convidats, entre ells els Reis d'Espanya i els primers ministres del Regne Unit i Itàlia, a més d'altres personalitats polítiques i socials.
El 2009 el seu nom es va veure embolicat en la trama de corrupció Gürtel.